# Santa Rosa (Argentine)
Pour les articles homonymes, voir Santa Rosa.
Santa Rosa est une ville d'Argentine et la capitale de la province de La Pampa. Fondée tardivement en 1892 peu après la fin de la « Conquête du Désert » contre les Amérindiens, elle comptait en 2005 une population de 102 610 habitants (et plus en ajoutant à ce chiffre la ville de Toay).
Située en plein centre du pays, c'est un lieu de passage et un important carrefour entre les
principales villes d'Argentine.
Santa Rosa se trouve à l'est de la province de La Pampa, sur la rive orientale de la lagune Don Tomás (1,1 km²), à l'intersection de la route nationale 5 et de la route nationale 35. 

Au recensement de 2001, la municipalité comptait 94 758 habitants tandis que l'agglomération en comptait 113 761.

## Climat

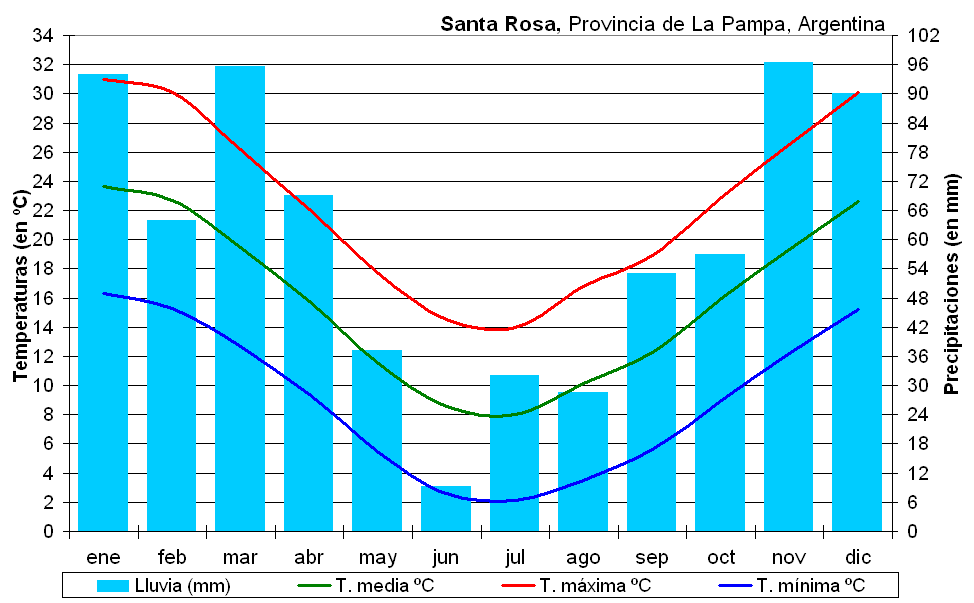
Climatogramme de Santa Rosa.

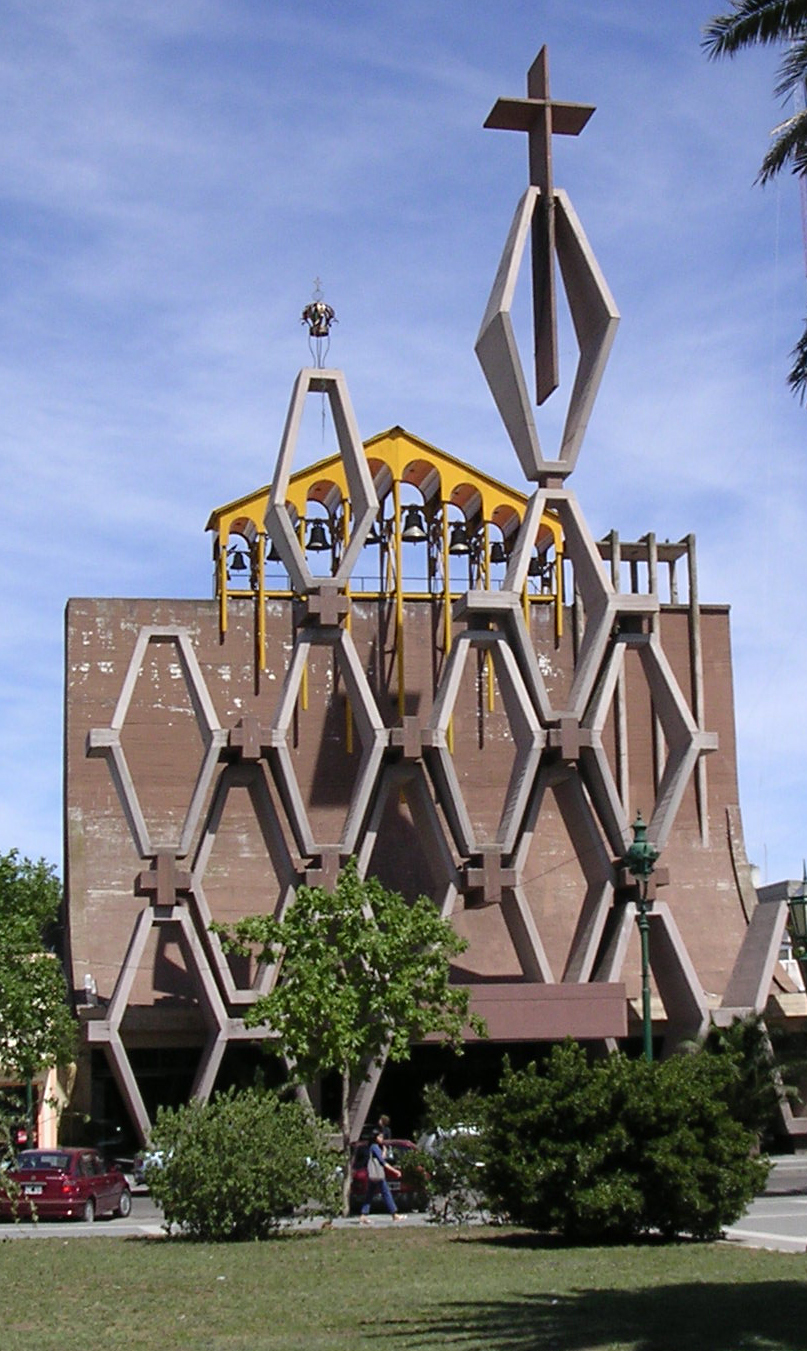
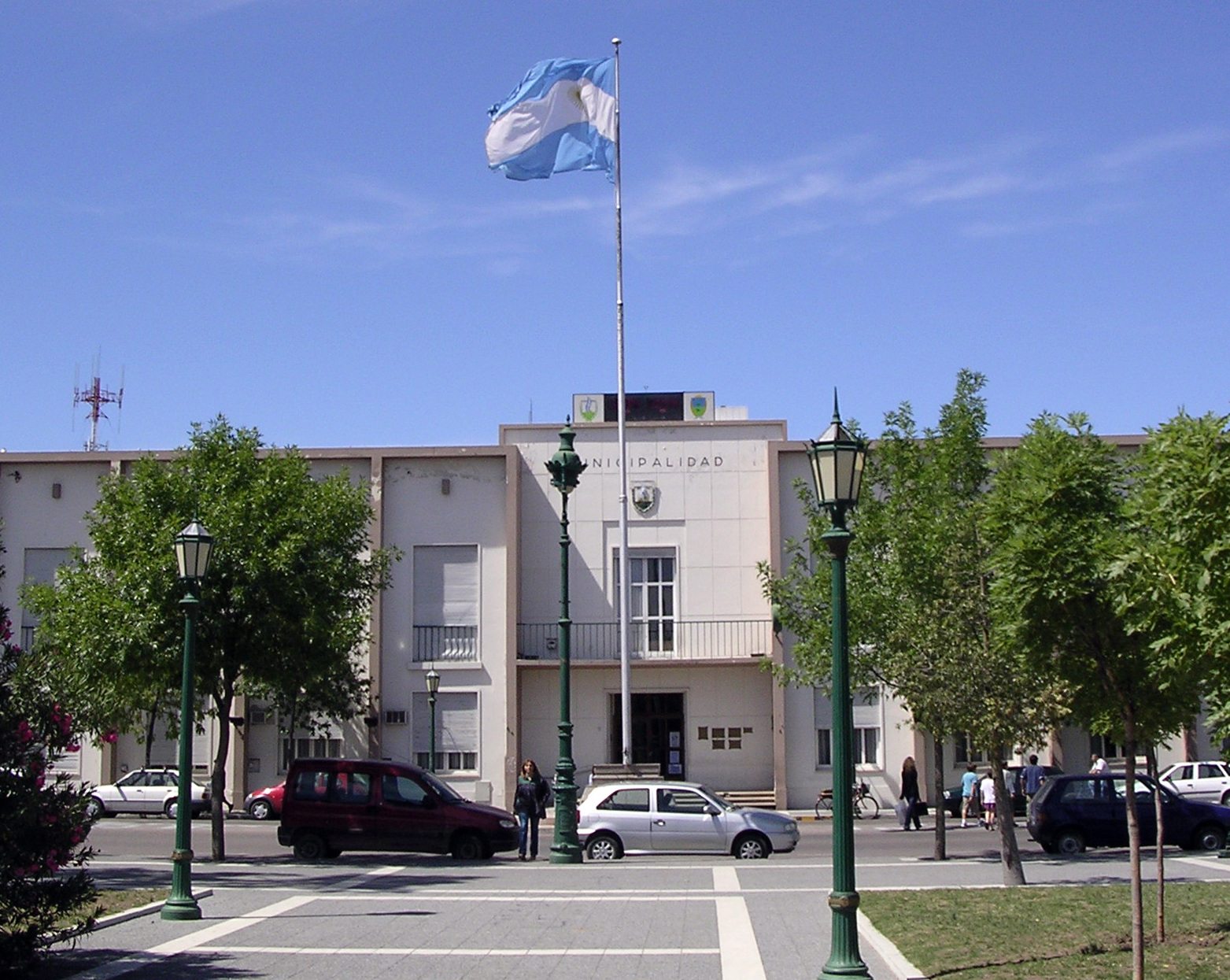